# Vivigo
Vivigo.pl  (dawniej vivus.pl) – polska platforma zajmująca się udzielaniem pożyczek pozabankowych w Internecie należąca do spółki Soonly.

## Historia
Vivus Finance zainicjował udzielanie pożyczek za pomocą strony vivus.pl w lipcu 2012 roku w ramach grupy kapitałowej 4finance. W 2013 r. Vivus stworzył Związek Firm Pożyczkowych wraz  Kredito24.pl, NetCredit, lendon.pl, SmsBanQ i SMS365.pl. Vivus dołączył w 2021 roku do Związku Przedsiębiorstw Finansowych w Polsce. Vivus.pl został wykupiony w 2022 r. z grupy kapitałowej 4finance. 19 grudnia 2024 r. ogłoszono zmianę nazwy na Vivigo.

## Nagrody
- Najlepszy Partner w Biznesie (2013[8])
- Konsumencki Lider Jakości (2014[9])
- Laur Klienta (2015[10])
- Gwiazda Jakości Obsługi (2018[11], 2019[12])
- Gwiazda Dekady. Jakość Obsługi (2020[13])